# Hermandad de la Salutación (Málaga)
La Fervorosa Hermandad y Antigua Cofradía del Divino Nombre de Jesús Nazareno de la Salutación, María Santísima del Patrocinio Reina de los Cielos, San Juan Evangelista, Santa Mujer Verónica y de la Santa Faz de Nuestro Señor Jesucristo, más conocida como la Hermandad de la Salutación, es una cofradía religiosa de la ciudad de Málaga, España, fundada en 1984.

## Historia
El Domingo de Ramos de 1984 un grupo de jóvenes decide reorganizar la Hermandad, abriéndose el Libro de Hermanos el día 13 de mayo de ese mismo año, celebrándose la Junta Extraordinaria de Constitución el 1 de noviembre de 1985 y el primer Cabildo General de Hermanos el 10 de mayo de 1986.
La Hermandad es erigida canónicamente el la Parroquia de la Santa Cruz y San Felipe Neri el 9 de septiembre de 1987, ocupando la capilla que se encuentra en el presbiterio bajo, tras el Altar Mayor.
El 19 de mayo de 1985, se bendice la imagen de María Santísima del Patrocinio, Reina de los Cielos. El 4 de febrero de 1989 es bendecida la imagen titular del Nazareno de la Salutación, acudiendo el día posterior el  obispo de la diócesis Ramón Buxarrais Ventura a celebrar la Eucaristía.
Los Estatutos son aprobados por la Autoridad Eclesiástica el 12 de septiembre de 1987, pasando a ser Hermandad de Penitencia. Realiza la primera salida procesional por las calles de su feligresía el 6 de abril de 1990, Viernes de Dolores, llegando hasta el Monasterio de San José de las Carmelitas Descalzas, por su madrinazgo con nuestros titulares. El cortejo se componía de cien nazarenos con hábito y capas blancos, siendo la imagen de Jesús, acompañado por la Verónica, la escogida para esta ocasión.
Ingresa en la Agrupación de Cofradías de Semana Santa el 15 de octubre de 1990 y realiza su primera Estación de Penitencia a la S.I.C.B., estando ya agrupada, el Domingo de Ramos de 1991, cerrando los desfiles procesionales de este día.
En el año 1992, pasaría a ser la Cofradía que abriera la jornada vespertina del Domingo de Ramos. En 1993 se estrena el grupo escultórico que acompaña en el trono al Señor de la Salutación, a falta del soldado romano que realizaría Navarro Arteaga en 1997.
El 25 de marzo de 2000 el Nazareno de la Salutación presidió el Vía crucis Jubilar.
En el año 2001, las imágenes se trasladan a la Iglesia de San Julián por obras en su sede canónica. En 2002 retornan a ella.
En el año 2010, vuelven a ser trasladadas. Esta vez, al Convento de calle Andrés Pérez conocido como "Las Catalinas" o la Iglesia de Viñeros. Estando allí la Hermandad, se produce el hermanamiento Salutación-Viñeros (concretamente el 12 de noviembre de 2011). 
El 26 de noviembre de 2011 es cuando volvieron a su templo, realizando una pequeña procesión con las dos imágenes sobre el trono de traslado de Viñeros y acompañados musicalmente por la Agrupación Musical San Lorenzo Mártir.
Desde 2017 procesiona la Virgen del Patrocinio en la Procesión del Domingo de Ramos.

## Iconografía
El grupo escultórico del Señor representa la escena en la que Jesús con la cruz a cuestas camino del calvario, se encuentra con las Santas Mujeres y la Verónica le limpia el rostro con un paño en el que queda plasmado (escena no recogida en los evangelios).

## Sagradas Imágenes
- Jesús Nazareno de la Salutación

Autor de la Imagen: Antonio Joaquín Dubé de Luque.
La Imagen fue realizada en 1988 con madera de cedro. Sus medidas son 1,72 metros y viste una túnica morada.
Bendición de la Imagen: 4 de febrero de 1989
Fue restaurado por Salomé Carrillo Becerra en el año 2002.
- María Santísima del Patrocinio, Reina de los Cielos.

Autor de la Imagen: Antonio Joaquín Dubé de Luque.
La Imagen fue realizada en 1985 con madera de cedro y pino de flandes. Sus medidas son 1,62 metros.
Bedición de la Imagen: 19 de mayo de 1985.
- San Juan Evangelista

Autor de la Imagen: José Antonio Navarro Arteaga.
La imagen fue realizada en 1999 con madrea de cedro. Sus medidas son 1,72 metros.
Bendición de la Imagen: 30 de enero de 1999.
- Santa Mujer Verónica

Autor de la Imagen: Antonio Joaquín Dubé de Luque.
La Imagen fue realizada en 1990 con madera de cerdo y pino de flandes. Sus medidas son 1,35 metros
Bendición de la Imagen: 6 de abril de 1990.
Aparte de Jesús Nazareno de la Salutación y la Santa Mujer Verónica, en el trono también podremos encontrar a las Mujeres de Jerusalén y el Centurión Romano.
- Mujeres de Jerusalén

Autor de las Imágenes: Antonio Joaquín Dubé de Luque.
Las Imágenes fueron realizadas con madera de cedro y pino de Flandes. Una de pie, realizada en 1991, una de rodillas, realizada en 1993 y una con un niño en sus brazos, realizada en 1993.
- Centurión Romano

Autor de la Imagen: José Antonio Navarro Arteaga.
La Imagen fue realizada en 1997 con madera de cedro. Sus medidas son 1,80 metros.

## Tronos
De estilo neorrenacentista está realizado por Manuel Toledano Vega en el año 1991.

## Marchas dedicadas
Banda de Música:
- Nazareno de la Salutación, Perfecto Artola Prats (1989)
- Salutación en la Alameda, Eduardo Ramírez Parra (1997)
- Patrocinio, Madre de Dios, Sergio Bueno de la Peña (1999)
- Patrocinio bajo Palio, José Jiménez Carra (2001)
- Con la Cruz, Gabriel Robles Ojeda (2005)
- Nazareno de San Felipe, Miguel Ángel Muñoz Béjar (2010)
- Pasa la Virgen del Patrocinio, Gustavo Adolfo Soto Hurtado (2017)
- Patrocinio Carmelita, Ignacio González Cañavete (2017)
- Patrocinio, Cristóbal López Gándara (2020)
- Señora de San Felipe, Ángel Villegas García (2020)

Agrupación Musical:
- Santa Faz, Salvador Quero Morales (2011)
- Salutem, Cristóbal López (2014)
- Divino Nazareno, Miguel Ángel Gálvez (2015)

## Recorrido Oficial
| Predecesor: Dulce Nombre | Orden de entrada en el Recorrido Oficial (Domingo de Ramos) 4.º lugar | Sucesor: Humildad y Paciencia |